# Тит Атилий Руф Тициан
Тит Атилий Руф Тициан (лат. Titus Atilius Rufus Titianus) — римский политический деятель первой половины II века.
О происхождении Тициана нет никаких сведений. В 127 году он занимал должность ординарного консула вместе с Марком Гавием Сквиллой Галликаном. В эпоху правления Антонина Пия Тициан был обвинен в стремлении к тирании, был объявлен вне закона и казнён по приговору сената. После смерти он был предан проклятию памяти. Тем не менее, император оказывал после этого помощь его сыну.